# Myat Phaya Gyi
Myat Phaya Gyi (en birmano: မြတ်ဖုရားကြီး; 5 de septiembre de 1880-Ratnagiri, 3 de junio de 1947) fue una princesa real birmana y miembro de mayor rango de la Casa Real de Konbaung. Era la hija mayor del último rey gobernante de Birmania, el rey Thibau, y su reina Supayalat.
Después de enamorarse de un sirviente de palacio, la princesa avergonzó a la familia real, renunció a su insignia de princesa real y vivió una vida de extrema pobreza y aislamiento hasta su muerte. Su historia aún intriga a muchos en Birmania, donde se la ve como una figura romántica pero trágica que cayó de la gracia del palacio dorado a la miseria debido a su amor inquebrantable.

## Biografía

### En el palacio real

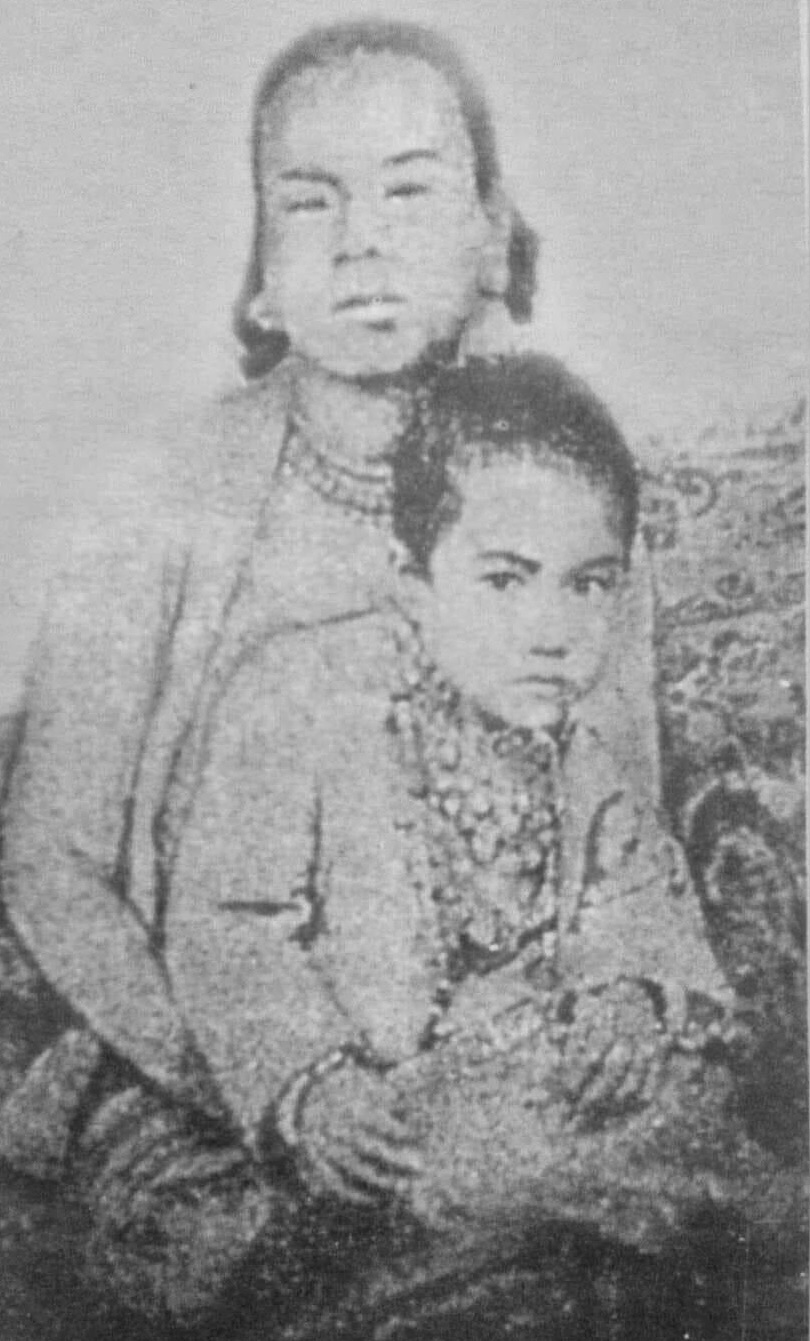
Myat Phaya Gyi y su enfermera Taungzin Princess, c. 1884

La princesa Myat Phaya Gyi nació el 5 de septiembre de 1880 en el Palacio Real de Mandalay. Ella era la hija primogénita del rey Thibau de su reina principal, Supayalat. Se llevaron a cabo varias ceremonias después de su nacimiento para honrar su rango real, pero la más grande de todas fue la ceremonia de Dawthakarana (acunar), en la que se colocó en una cuna tachonada de esmeraldas frente al Bee Throne en el Palacio de Cristal. Le trajeron cientos de magníficos obsequios, incluidas piedras valiosas, perlas, joyas, cuencos de oro macizo, rollos de tela fina, etc. La princesa Thonze y la princesa Taungzin fueron elegidas como su enfermera principal y segunda enfermera, respectivamente, y se designaron numerosas doncellas de palacio para ayudarlas.

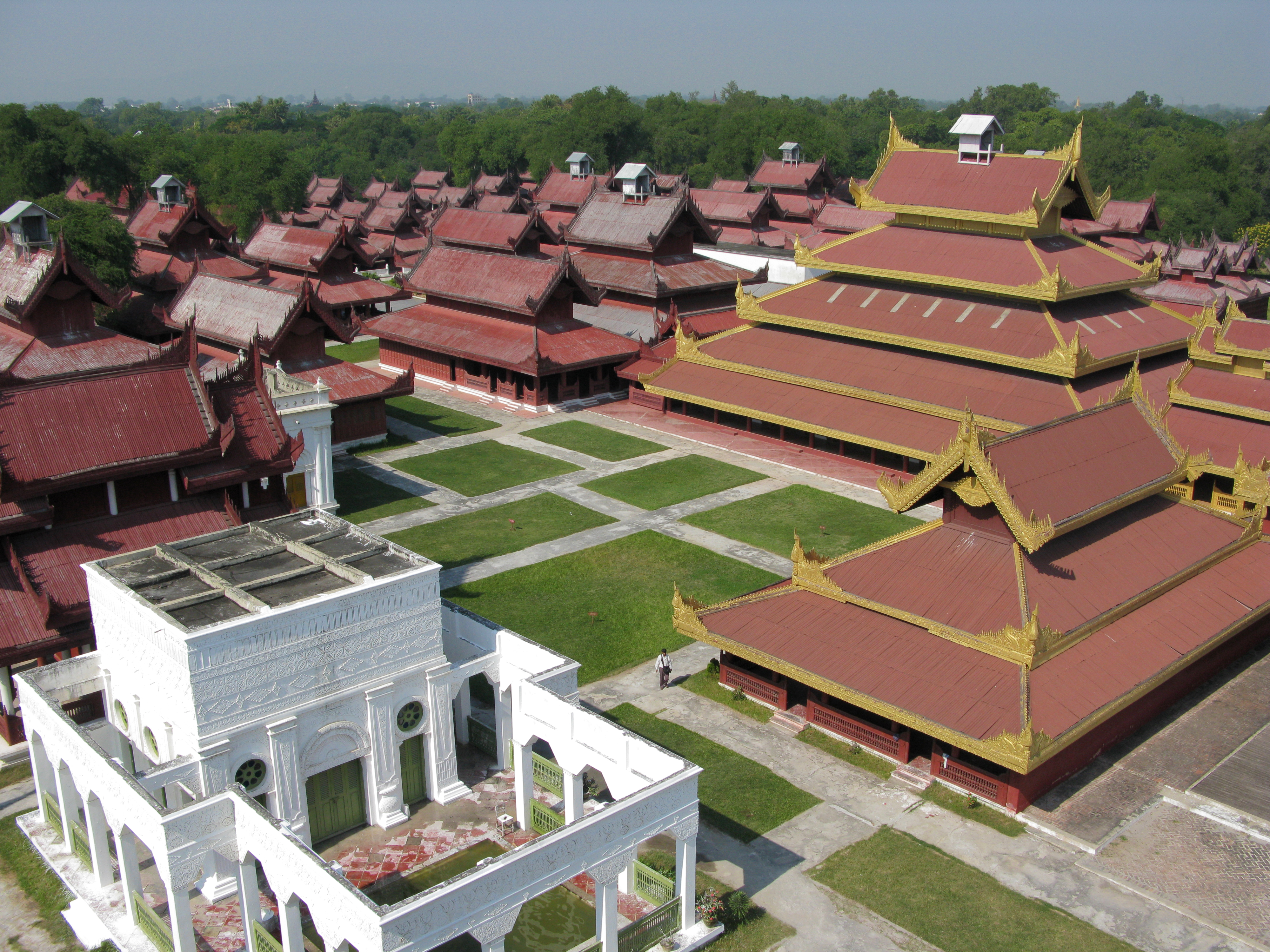
Terrenos del Palacio de Mandalay.

Cuando tenía cinco años, el rey Thibau fue derrotado en la tercera guerra anglo-birmana y obligado a abdicar por los británicos en 1885. El 25 de noviembre de 1885, se los llevaron en un carruaje cubierto, saliendo del Palacio de Mandalay por la puerta sur de la ciudad amurallada, a lo largo de las calles bordeadas por soldados británicos y sus súbditos que lloraban, hasta el río Irawadi, donde un barco de vapor llamado Thuriya (Sol) se hallaba esperado. Fueron exiliados a la remota ciudad costera de Ratnagiri en India, donde vivieron durante más de 30 años. Ella no recibió ninguna educación formal.

### En Ratnagiri

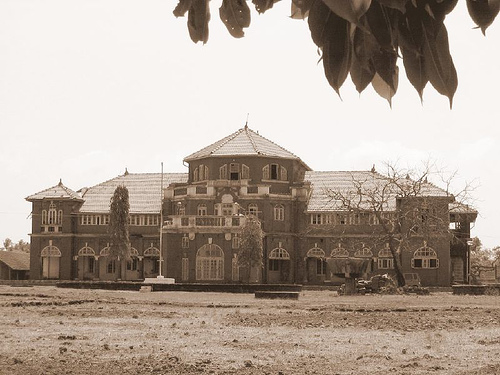
El palacio de ladrillos en Ratnagiri al que fueron exiliados Myat Phaya Gyi y la familia real.

Myat Phaya Gyi se enamoró de Gopal Bhaurao Sawant, un portero de un palacio indio, en 1906, cuando tenía 26 años, y tuvo un hijo con él. En ese momento, él ya estaba casado. Según la tradición hindú, Gopal no podía casarse con la princesa porque ya tenía esposa. Para la avergonzada familia real, ella era la oveja negra. Su padre estaba enfurecido por el asunto, ya que era una ofensa imperdonable que un humilde sirviente de palacio hubiera dejado embarazada a una princesa. Fue juzgada duramente por la sociedad conservadora y rígida de aquellos días. Unos años después de la muerte del rey Thibau en 1916, a la familia real se le permitió regresar a Birmania. Sin embargo, no fue bien recibida debido a su relación con un sirviente indio. Poco después de regresar a Birmania, dio a luz a un hijo que nació muerto. La muerte fetal hizo felices a los otros miembros de la familia real.

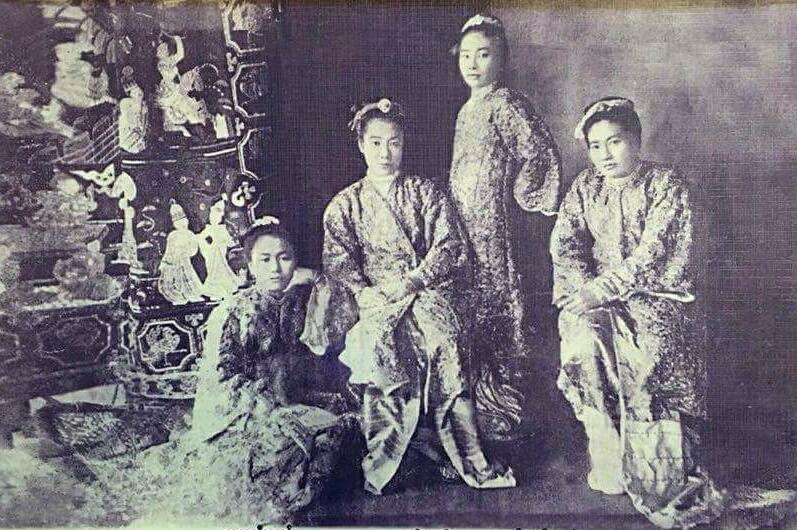
Las cuatro hijas del rey Thibau y la reina Supayalat, princesas Myat Phaya Galay, Myat Phaya Gyi, Myat Phaya Lat, Myat Phaya

Gopal escribió varias cartas rogándole a la princesa que regresara con él. A pesar de la oposición de la familia real, firmó un edicto real despojándose de todos sus títulos, así como de las condecoraciones reales, y finalmente regresó a Ratnagiri con su hija Tu Tu Sawant, pero Gopal no cumplió su promesa. También desperdició su pensión real, que había recibido del gobierno británico. Gopal usó su dinero para comprar una casa para su esposa y más de 200 acres de tierra en Ratnagiri. Abandonó a la princesa y a su hija en una pequeña choza. La princesa era demasiado tímida para salir y se quedó en su habitación, esperando que Gopal la visitara (lo cual hizo durante unas horas). No tuvo interacción con sus parientes reales. Un año antes de su muerte, cuando la policía india vino a demoler la choza en la que vivía como parte de un plan del gobierno para demolerla, pidió quedarse, pero al final se quedó tres días junto a la choza demolida. Tuvo que dormir en el suelo y solo tenía dos sillas como muebles en su choza durante su tiempo en Ratnagiri.

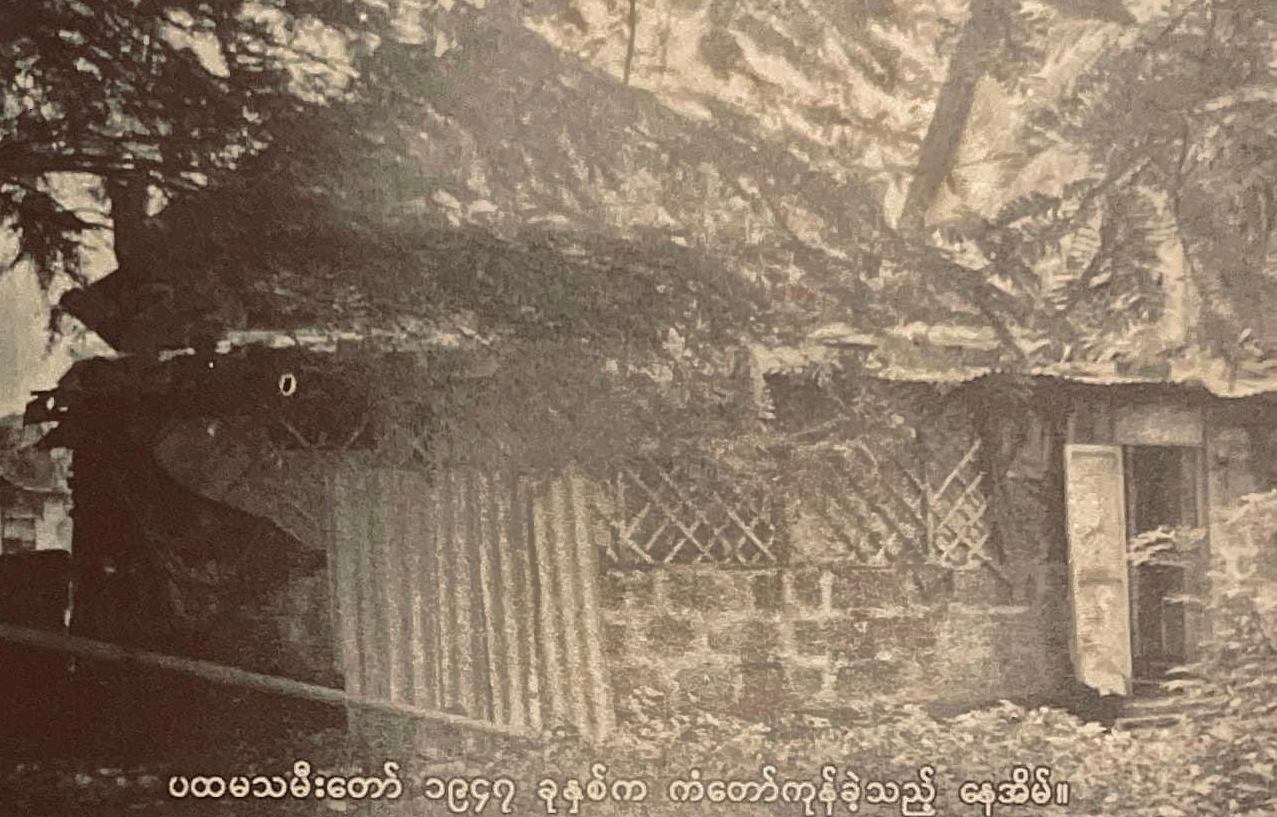
La cabaña de la princesa en Ratnagiri.

Antes de su muerte en la noche del 3 de junio de 1947, a la edad de 66 años, la princesa vivió una vida de terrible pobreza y aislamiento. Su cuerpo fue trasladado desde la carretera principal de Ratnagiri hasta el cementerio, con la presencia de comerciantes y representantes de diversas organizaciones. La fuerza policial de Ratnagiri presentó una guardia de honor, completa con un saludo de armas. El gobierno indio construyó un mausoleo de ladrillos para ella a un costo de 5000 rupias junto al mausoleo de su padre, el rey Thibau. Su urna se mantuvo en el Tesoro de Ratnagiri hasta que se decidió enviarla de regreso a Birmania o enterrarla dentro de la tumba. Sin embargo, la urna de la princesa luego se extravió.
Su hija Tu Tu se casó con un conductor indio, Shankar Powar, y vivía en la pobreza. Toda su familia se convirtió en ciudadana india.